# Южная Комоэ
Южная Комоэ (Сюд-Комоэ, фр. Sud-Comoé) — область до 2011 года на юго-востоке Кот-д’Ивуара.
- Административный центр — город Адиаке (до 2000 г. — Абоисо).
- Площадь — 7 252 км², население — 656 150 человек (2010 год).

## География
На юго-западе граничит с областью Лагюн, на северо-западе с областью Средняя Комоэ, на востоке с Западной областью Ганы. На юге омывается водами Гвинейского залива.

## Административное деление
Область делится на 4 департамента:
- Абоисо
- Адиаке
- Гранд-Басам
- Тиапум (с 2007 г.)